# Victoria Marinova
Victoria Marinova (bulgariska: Виктория Маринова), född 7 september 1988, död (mördad) den 6 oktober 2018 i Ruse i Bulgarien, var en bulgarisk journalist och programledare.

## Biografi
Vid tidpunkten för sin död var Marinova administrativ chef för TVN Television i Ruse. Den 30 september hade hon just startat ett nytt program som kallades "Detector" som handlade om undersökande journalistik.

## Mordet
Marinovas kropp påträffades på eftermiddagen den 7 oktober på en strand i en park i staden Ruse i Bulgarien. Kroppen uppvisade tecken på fysiskt våld i form av slag och våldtäkt innan hon mördades, något som man tror skedde under dagtid. Victoria Marinova var den tredje journalisten som mördades i EU under senaste året, efter Daphne Caruana Galizia från Malta, och Jan Kuciak och hans flickvän från Slovakien.